# Bodo Schramm
Bodo Schramm (* 15. August 1932 in Dresden; † 18. Dezember 2006 in Köln) war ein deutscher Maler, Grafiker und Glasmaler.

## Werk
Schramm studierte ab 1953 an der Akademie der Bildenden Künste Dresden die Fachrichtung Bühnenbild. 1956 wechselte er nach Westdeutschland und studierte bis 1966 Freie Malerei und Bildhauerei an den Akademien in West-Berlin und in München.
Einer der Hauptwerke Schramms war der Entwurf der Glasfenster in der St.-Ludwig-Kirche in Ibbenbüren. 1985 entwarf er die runden Glasfenster für die vierzehn Stationen des Kreuzwegs, den er mit Verkündigung und Auferstehung um zwei weitere Stationen erweiterte. Bereits 1971 entstanden für St. Ludwig die Chorfenster, die das Licht ungefiltert auf den Entwurf der Stirnwand, den „Roten Punkt“ – entworfen von Rupprecht Geiger – fallen lassen sollten. Es folgten zahlreiche weitere Entwürfe im Bereich des Erzbistums Köln und des Bistums Trier.

## Werke
- 1972:  Angela-Merici-Gymnasium in Trier: Verglasung um den Hofeingang
- 1973: Brodenbach Kath. Kirche Neubau, „Vom Heiligen Kreuz“, Gesamtausstattung der Verglasung[1]
- 1977: Kath. Kirche Maria Frieden,  Coesfeld: Gesamtausstattung mit bemalten Glasfenstern
- 1982: Neubau der Kirche und des Pfarrzentrums St. Monika in Überherrn/Saar: Farbige Verglasung Fensterschlitz in der Sakramentskapelle und Verglasungen am Eingang
- 1986–1988: Dom- und Diözesanmuseums in Trier: Verglasungen der Türen zum Paramenten- und Ausstellungsraum
- 1990: Kath. Kirche St. Mariä Himmelfahrt, Münster-Dyckburg,[2]
- 1999: Kath. Propsteikirche St. Johann (Abteikirche), Hamborn[3]
- 2000: Pfarrkirche St. Martin, Altenbergen: Innengestaltung und Bleiverglasung[4]
- 2005: Bischöfliches Cusanus-Gymnasium, Koblenz: Fenster in der Kapelle[5]